# IBRO-Kemali-Preis
Der IBRO-Kemali-Preis (IBRO Dargut and Milena Kemali International Prize for Research in the field of Basic and Clinical Neurosciences) war eine von 1998 bis 2022 alle zwei Jahre vergebene Auszeichnung für herausragende Forscher im Bereich Neurowissenschaften, die jünger als 45 Jahre sind.
Der Preis war mit 25.000 Euro dotiert, die Preisträger waren eingeladen, einen Vortrag auf dem ebenfalls alle zwei Jahre stattfindenden Forum of Neuroscience der Federation of European Neuroscience Societies (FENS) zu halten. Die Nominierungen wurden elektronisch eingereicht, über die Vergabe entschied das Preiskomitee der IBRO Dargut & Milena Kemali Foundation.
Die IBRO-Kemali-Foundation wurde zur Förderung der Grundlagenforschung und klinischen Forschung im Bereich Neurowissenschaften gegründet und soll das Erbe ihres Gründers Dargut Kemali und seiner Frau Milena Kemali Agostini pflegen.

## Ausgezeichnete
- 2022 – Sergiu P. Pasca (Rumänien, USA) – für seine innovativen Forschungsarbeiten, bei denen er die Stammzelltechnologie zur Herstellung von Organoiden und Assembloiden des menschlichen Gehirns einsetzt, und deren Anwendung für realistische Studien zu zellulären Mechanismen der menschlichen Gehirnentwicklung und Krankheitsmechanismen.[5]
- 2020 – Hailan Hu (Zheijiang, China) – für beeindruckende Arbeiten über die grundlegenden neurobiologischen Mechanismen von emotionalem und affektivem Verhalten.[6]
- 2018 – Guillermina López-Bendito (Alicante, Spanien) – für ihre Arbeiten über Mechanismen der Axonführung in der Gehirnentwicklung, insbesondere der thalamokortikalen Konnektivität.[7]
- 2016 – Casper Hoogenraad (Utrecht, Niederlande) – für seine Arbeiten zur Dynamik des Zytoskeletts, zum intrazellulären Transport in der neuronalen Entwicklung und zur synaptischen Plastizität.[8]
- 2014 – Patrik Verstreken (Leuven, Belgien) – für den Erfolg bei der Rückgängigmachung der Auswirkungen eines der Gendefekte, die zur Parkinson führen, durch Vitamin K2.[9]
- 2012 – Eleanor Maguire (London, Großbritannien) – für innovative Beiträge zum Verständnis des menschlichen Gedächtnisses.[10]
- 2010 – Jonas Frisén (Stockholm, Schweden) – für seine Beiträge zum Verständnis der Neurogenese im zentralen Nervensystem.[11]
- 2008 – Massimo Scanziani (San Diego, USA) – für seine Entdeckungen darüber, wie die Großhirnrinde die Umwelt wahrnimmt, indem er zeigte, dass kortikale Schaltkreise aktivitätsabhängig und nichtlinear arbeiten, indem sie kanonische Feed-Forward- und Feed-Back-Inhibitionsschaltkreise als Merkmalsdetektoren für eingehende Reize verwenden.[12]
- 2006 – Patrik Ernfors (Stockholm, Schweden) – für herausragende Arbeiten über die Expression und Funktion von neurotrophen Faktoren und Neuropeptiden und deren Rezeptoren unter Verwendung transgener Techniken.[13]
- 2004 – Cornelia I. Bargmann (San Francisco, USA) – für grundlegende Entdeckungen zu Genen, Verhalten und Geruchssinn des Fadenwurms Caenorhabditis elegans.[14]
- 2002 – Daniele Piomelli (Irvine, USA) – für grundlegende Entdeckungen über die funktionelle Rolle und Regulierung endogener Cannabinoide im Gehirn und in peripheren Geweben.[15]
- 2000 – Robert C. Malenka (Boston, USA) – für grundlegende Beiträge auf dem Gebiet der synaptischen Plastizität, insbesondere der Langzeitpotenzierung und der Langzeitdepression, sowie für die Charakterisierung der Rolle der stummen Synapsen bei diesen Prozessen[16]
- 1998 – Tamás Freund (Budapest, Ungarn) – für seine Arbeiten zur Organisation und chemischen Charakterisierung von bestimmten neuronalen Schaltkreisen und Zelltypen im Gehirn, insbesondere im Hippocampus[2]